# Boskoop
Boskoop  è una località e una ex-municipalità dei Paesi Bassi situata nella provincia della dell'Olanda Meridionale. Soppressa il 1º gennaio 2014. Il suo territorio è stato incorporato nel territorio comunale di Alphen aan den Rijn.
La città di Boskoop ha dato il suo nome a una varietà di mela, la Bella di Boskoop (a volte scritto anche Boscoop).